# Valençay
Valençay je naselje in občina v srednjem francoskem departmaju Indre regije Centre-Val de Loire. Leta 2019 je naselje imelo 2338 prebivalcev.

## Geografija
Valençay je v dolini Loare. Leži na koncu planote na pobočju hriba s pogledom na reko Nahon. Valençay je del Berryja.

## Zgodovina
Občina je nastala z združitvijo treh naselij: Bourg-de-l'Eglise, Bas-Bourg in tako imenovane stare četrti.
Dvorec je del dvorcev doline Loare zaradi datuma izgradnje in dimenzij, ki mu dajejo podoben videz kot Château de Chambord.
Na tem mestu je obstajal grad iz 12. stoletja, ki so ga porušili in leta 1520 so ga začeli graditi novega, čeprav počasi. Dvorec je v 16. in 17. stoletju gradila družina Estampes. Louis of Estampes, guverner in baillif Bloisa, se je lotil gradnje velikega okroglega stolpa na koncu vhodnega trakta. Umrl je leta 1530, stolp pa je ostal nedokončan.
Delo na Valençayu se je znova začelo okoli leta 1540 pod vodstvom Jacquesa iz Estampesa, gospodarja graščine. Poročil se je z Grassementovo, s finančniki v družini. Gospod je želel rezidenco, ki bi bila vredna njegovega novega bogastva. Jacques je prekril kupolo stolpa s cesarskim dizajnom.
Dvorec Valençay je bil večkrat prezidan.
Konec 16. stoletja je Jean Estampes zgradil vhodno poslopje v obliki donžona, omejenega s štirimi stolpiči. Povezuje se s trakti, ki jih je zgradil Jacques. Jean je zgradil stavbo in stolp na levi strani osrednje hiše. V 17. stoletju je Dominique iz Estampesa dokončal krilo v istem slogu kot prvo polovico. Grad je nato tvoril štirikotnik, ki ga je oklepal drugi trakt, na dnu dvorišča pa arkade.
Dvorec je ostal pomešan z zgodovino Valençaya: med njegovimi zaporednimi lastniki so tudi kmetje. Valençay je bil leta 1747 prodan kmetu Legendru de Villemorienu. Porušil je del stavb, ohranil le vhod in prvi trakt. Kupil ga je tudi škotski bankir John Law.
Leta 1803 je grad kupil diplomat Charles Maurice de Talleyrand.
6. maja 1941 so Georgesa Béguéja, prvega agenta SOE iz Anglije, spustili s padalom na polje blizu Valençaya. Petdeset let pozneje je bil spomenik Valençay SOE, prvotno znan kot »Spirit of Partnership«, posvečen v čast 104 članom oddelka F SOE, ki so umrli za osvoboditev Francije.

## Uprava
Valençay je sedež istoimenskega kantona. Njegove meje so bile spremenjene z reorganizacijo francoskega kantona, ki je začela veljati marca 2015. Njegov sedež je v Valençayu. Sestavljajo jo naslednje občine:
1. Anjouin
2. Bagneux
3. Chabris
4. Dun-le-Poëlier
5. Écueillé
6. Fontguenand
7. Frédille
8. Gehée
9. Heugnes
10. Jeu-Maloches
11. Langé
12. Luçay-le-Mâle
13. Lye
14. Menetou-sur-Nahon
15. Orville
16. Pellevoisin
17. Poulaines
18. Préaux
19. Saint-Christophe-en-Bazelle
20. Selles-sur-Nahon
21. Sembleçay
22. Valençay
23. Val-Fouzon
24. La Vernelle
25. Veuil
26. Vicq-sur-Nahon
27. Villegouin
28. Villentrois-Faverolles-en-Berry

Kanton Valençay je sestavni del okrožja Châteauroux.

## Zanimivosti
- renesančni grad Château de Valençay iz 16. do 17. stoletja, zgrajen na mestu nekdanjega srednjeveške gradu, porušenega v 12. stoletju, prvotno last gospostva - markizata d'Estampes, kasneje rezidenca francoskega diplomata in zunanjega ministra princa Talleyranda (1754-1838), potem, ko je odstopil s položaja španskega kralja, je bil nekaj časa na gradu kot Napoleonov ujetnik interniran tudi Karel IV. (1748-1819); del gradu preurejen v muzej Talleyrand,
- Chapelle castrale pod gradom
- Cerkev sv. Martina, (16. stoletje, obnovljena), triladijska, apsida iz 15. stoletja, zvonik, ki ga je zgradil Talleyrand po vzoru Veveyja v Švici
- Mémorial de Valençay, spomenik padlim britansko francoskim agentom med drugo svetovno vojno,
- muzej francoske avtomobilske industrije (Musée de l'Automobile de Valençay) ima okoli 60 starodobnih avtomobilov od 1898 do 1971
- Slaščičarski muzej (Musée du sucre d'art)
- Grobišče državnika Talleyranda v kripti École libre

- Église Saint-Martin, um 1900
- Château de Valençay
- Železniška postaja Valençay (Chemin de fer du Blanc-Argent)
- Mestna hiša

## Pobratena mesta
- Cesano Maderno (Lombardija, Italija);